# Szőreg vasútállomás
Szőreg vasútállomás egy Csongrád-Csanád vármegyei vasútállomás, Szeged közigazgatási területén, a MÁV üzemeltetésében. Szőreg városrész nyugati peremén helyezkedik el, közúti megközelítését a 4302-es útból (kübekházi út) kiágazó 43 304-es számú mellékút biztosítja.

## Vasútvonalak
Az állomást az alábbi vasútvonalak érintik:
- Kétegyháza–Újszeged-vasútvonal
- Szeged–Vedresháza-vasútvonal

Korábban érintette a vasútállomást a Szeged–Karlova-vasútvonal (később már csak Szeged–Vedresháza-vasútvonal) és a Szeged–Temesvár-vasútvonal, a trianoni békeszerződéssel járó határmódosítás azonban mindkét vasútvonalat kettévágta, és a Magyarországon maradt vonalszakaszok olyan rövidek voltak, hogy a forgalmat már nem volt gazdaságos fenntartani rajtuk, így idővel fel is számolták őket.

## Kapcsolódó állomások
A vasútállomáshoz az alábbi állomások vannak a legközelebb:
- Újszeged vasútállomás (1962–, Újszeged vasútállomás, Kétegyháza–Újszeged-vasútvonal)
- Újszőreg megállóhely (–1962, Újszeged vasútállomás)
- Tiszasziget-Újszentiván vasútállomás (1897–1959, Vedresháza megállóhely)
- Deszk megállóhely (1962–, Kétegyháza–Újszeged-vasútvonal)
- Szőreg-Újtelep megállóhely (–1962)
- Óbéba vasútállomás (–1945)
- Újszentiván megállóhely

## Forgalom
| Járat        | Útvonal | Gyakoriság |
| ------------ | --- | ---------- |
| személyvonat | Békéscsaba – Kétegyháza – Bánkút – Medgyesegyháza – Magyarbánhegyes – Mezőkovácsháza felső – Mezőkovácsháza – Végegyháza – Végegyháza alsó – Belsőkamaráspuszta – Mezőhegyes – Csanádpalota – Nagylaki Kendergyár – Nagylak – Magyarcsanád – Apátfalva – Makó – Kiszombor megálló – Kiszombor – Deszk – Szőreg – Újszeged | Napi 2 pár |